# Катепан
Катепан (грчки: κατεπάνω; високо) је био чин византијских војних официра и службеника. Од латинизације ове речи настала је италијанска реч capitaneus и capitano од које потиче реч капетан која се проширила по другим језицима. 

## Историја
Катепани су били војни заповедници професионалне војске (тагматске војске, командни официри). Катепани управљају катепанатима или дукатима који настају на оном простору на коме није могуће основати тему јер Византија није држала компактну територију. Провинцијски катепани уједињују распарчане територије. Дука тј. катепан има и војну и административну управу. Дуке су биле покретне као и доместик схола истока. Разлика је у томе што доместик схола покрива цео исток, а дуке се везују за територију. Титула катепана први пут се појављује током владавине Македонске династије. Везивање катепана (дотадашњих заповедника тагматских јединица) за одређену територију доводи до стварања пространих округа и флексибилних граница који су у свом саставу имали мање теме на челу са стратезима. На истоку се појављују дука Антиохије, дука Месопотамије и дука Халдије. Дука Антиохије покрива подручје Сирије, дука Месопотамије је био задужен за ширење ка Едеси, а дука Халдије је деловао на подручју Колонеје, Теодосиполиса, Дерзена. На истоку су касније основани катепанат Самосата (задужен за Едесу), Васпуркански дукат и Иберијски дукат. У периоду од 969. до 976. године постојао је катепанат Рас. 